# Sing Campaign

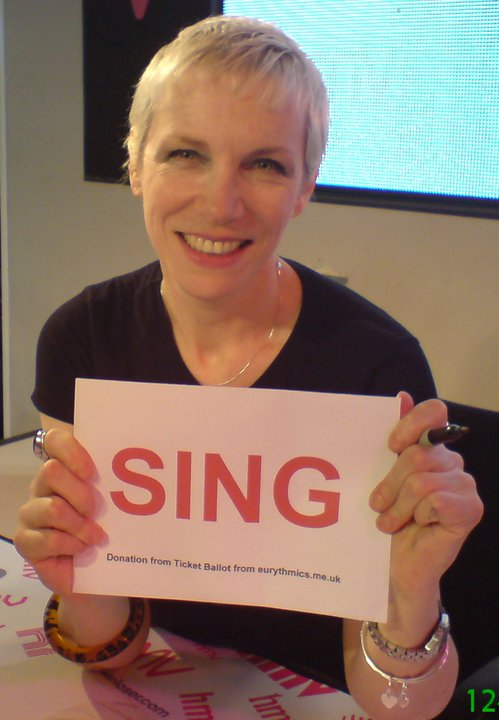
Annie Lennox, założycielka SING Campaign

The SING Campaign to pozarządowa organizacja non-profit, założona w 2007 roku przez brytyjską piosenkarkę i aktywistkę Annie Lennox, mająca na celu walkę z HIV/AIDS oraz podnoszenie świadomości społeczeństwa na temat spraw dotyczących choroby. Fundusze zebrane w ramach kampanii przeznaczane są na pomoc ludziom zakażonym wirusem HIV w Republice Południowej Afryki, a także na zapobieganie dalszemu rozprzestrzenianiu się choroby. Brytyjska fundacja Comic Relief koordynuje pracę kampanii SING i zarządza jej funduszami.

## Historia
Podłożem do zaangażowania się Annie Lennox w walkę z AIDS było zaproszenie jej i Davida Stewarta jako duetu Eurythmics do występu w ramach serii koncertów 46664 w 2003 roku. Wydarzenie, mające na celu walkę z chorobą, miało miejsce w Kapsztadzie w RPA, gdzie piosenkarka zwróciła uwagę na skalę problemu. Wiosną 2007 roku, Lennox zaprosiła 23 światowej sławy wokalistki do wspólnego nagrania utworu „Sing”, który miał dać nazwę organizacji. Piosenka trafiła na jej kolejny album, Songs of Mass Destruction, i została wydana jako drugi singel z płyty, zbierając fundusze na rzecz zapobiegania AIDS i edukacji na temat choroby.
The SING Campaign oficjalnie uruchomiono 1 grudnia 2007, w Światowy Dzień AIDS. Organizacja zbiera fundusze z donacji i sprzedaży produktów. Annie Lennox także sporadycznie udziela występów by wesprzeć projekt finansowo. W lipcu 2008, podczas aukcji na 20-lecie magazynu Elle w Berlinie, zebrano 20 tys. euro na potrzeby organizacji. W październiku 2010 Lennox wydała singel „Universal Child”, z którego dochody miały zasilić SING. W tym samym roku oficjalnie poinformowano, że w ramach kampanii łącznie zebrano ponad milion funtów.